# Apogonia squamifera
Apogonia squamifera är en skalbaggsart som beskrevs av Moser 1915. Apogonia squamifera ingår i släktet Apogonia och familjen Melolonthidae. Inga underarter finns listade i Catalogue of Life.